# ピアノ協奏曲第2番 (ショパン)
フレデリック・ショパン作曲のピアノ協奏曲第2番（ピアノきょうそうきょくだいにばん）ヘ短調 作品21は、1830年に完成された。第2番という番号であるが、第1番よりも先に作られた（現在、ヤン・エキエル編纂の「ナショナル・エディション」では番号は付けられていない）。完成した年の3月17日にワルシャワで、作曲者のピアノ独奏により初演された。

## 概要
ユゼフ・エルスネルの元でピアノソナタハ短調、ピアノ三重奏曲、そして『ラ・チ・ダレム変奏曲』を書いて経験を積んだショパンが、ピアニストとして名を挙げるために満を持して作曲した初の協奏曲である。
初めての大作ということもあり、曲は第1番よりも自由な構成を持つ一方で、随所に様々な創意がこらされている。第1番に比べて演奏回数はやや少ない。作曲家の小林秀雄は、同曲の自編版（全音楽譜出版社刊 ISBN 4111101127）の解説の中で、カルクブレンナーの「ピアノ協奏曲第1番ニ短調」作品61の影響を指摘している。
『レント・コン・グラン・エスプレッシォーネ』（現在では『夜想曲第20番』として有名な作品）には、この協奏曲の第1・第3楽章からの断片的なモチーフが引用されている。
第1番同様、オーケストレーションの貧弱さがよく指摘されている（この点は、ショパンが参考にしたヴィルトゥオーゾたちの影響が考えられる）。この点については、ショパンのオリジナルではなく管弦楽法に長じた他者により新たにオーケストレーションされたためだと「ナショナル・エディション」では主張されており、その証拠としては現存する自筆スコアの管弦楽部分が他人の筆跡で書かれており、ショパンの直筆はピアノパートのみである点が挙げられている（ただし、ショパンが友人らと一緒に写譜したものである可能性もあり、断言は難しい）。だが、第3楽章のコル・レーニョなど、ショパンがオーケストレーションにあたって彼なりに創意工夫を凝らしたことは明らかである。ナショナル・エディションではユリアン・フォンタナが作成したピアノスコアなどを元に本来のオーケストレーションを「復元」した「コンサート・エディション」と、従来の楽譜を校訂した「ヒストリカル・エディション」が作成された。
なお、管弦楽を補強した版をアンドレ・メサジェ、アルフレッド・コルトーらが作成しており、このうちメサジェ版はマルグリット・ロンの依頼で作成されたもの（彼女はこの版を晩年までレパートリーとした）。2015年にはケヴィン・ケナーが編集したピアノと弦楽五重奏のためのヴァージョンも発売された。ショパンは2台ピアノ版を一切残さなかったため、2台ピアノのための編曲版はこれからロンド・クラコヴィアクまで、すべて他人の手による創作となっている。
パリで親交を結んだデルフィナ・ポトツカ伯爵夫人に献呈されている。

## 編成
フルート2、オーボエ2、Bフラット管クラリネット2、ファゴット2、F管ホルン2、Bフラット管トランペット2、バストロンボーン、ティンパニ、弦五部。

## 演奏時間
約30分。祖国ポーランドでは第一番と同様ゆっくりしたテンポが好まれるようで、ショパン国際ピアノコンクールでも同様の解釈を踏襲している。

## 曲の構成
第1楽章 Maestoso ヘ短調 4/4拍子
協奏風ソナタ形式。オーケストラによる提示部は、問いと答えのような第1主題、オーボエによって提示される変イ長調の第2主題からなり、独奏ピアノがドラマティックに登場すると、熱い音楽が繰り広げられる。再現部では第2主題は提示部と同じく変イ長調で再現されるのが特徴。
第2楽章 Larghetto 変イ長調 4/4拍子
三部形式。この楽章は、当時ショパンが恋心を抱いていた、コンスタンツィヤ・グワトコフスカへの想いを表現したと友人ティトゥス・ヴォイチェホフスキ宛ての手紙で述べている。中間部は変イ短調に転じ、弦の刻みの上にユニゾンで激しいレチタティーヴォ風の音楽が展開される。
第3楽章 Allegro vivace ヘ短調～ヘ長調 3/4拍子
コーダを持つロンド形式。ポーランドの代表的な民族舞踊であるマズルカ（特にオベレクの要素が強い）が基になっている。中間部は弦楽器にコル・レーニョ（弓の木の部分で弦を叩く）奏法が指示され、ピアノもユニゾンとなる。コーダはヘ長調に転じ、ホルンのファンファーレにより、明るく華やかに終結する。